# Eois muscularia
Eois muscularia là một loài bướm đêm trong họ Geometridae.